# 13765 Nansmith
13765 Nansmith este un asteroid din centura principală de asteroizi.

## Descriere
13765 Nansmith este un asteroid din centura principală de asteroizi. A fost descoperit pe 26 septembrie 1998 la Socorro, New Mexico, în cadrul proiectului LINEAR. Asteroidul prezintă o orbită caracterizată de o semiaxă mare de 2,87 ua, o excentricitate de 0,07 și o înclinație de 1,0° în raport cu ecliptica.